# Phytobia
Phytobia is een geslacht van insecten uit de familie van de mineervliegen (Agromyzidae), die tot de orde tweevleugeligen (Diptera) behoort.

## Soorten
Deze lijst van 26 stuks is mogelijk niet compleet.
- P. amelanchieris (Greene, 1917)
- P. aucupariae (Kangas, 1949)
- P. betulivora Spencer, 1969
- P. bohemica Cerny, 2001
- P. californica Spencer, 1981
- P. calyptrata (Hendel, 1923)
- P. cambii (Hendel, 1931)
- P. carbonaria (Zetterstedt, 1848)
- P. cerasiferae (Kangas, 1955)
- P. confessa Spencer, 1969
- P. coylesi Spencer, 1969
- P. errans (Meigen, 1830)
- P. flavohumeralis Sehgal, 1968
- P. indecora (Malloch, 1918)
- P. lunulata (Hendel, 1920)
- P. mallochi (Hendel, 1924)
- P. pallida Spencer, 1986
- P. picta (Coquillett, 1902)
- P. powelli Spencer, 1981
- P. pruinosa (Coquillett, 1902)
- P. pruni (Grossenbacher, 1915)
- P. prunivora Spencer, 1981
- P. setosa (Loew, 1869)
- P. vanduzeei Spencer, 1981
- P. verbenae (Hering, 1951)
- P. waltoni (Malloch, 1913)